# Ligne de Sommières à Saint-Césaire
La ligne de Sommières à Saint-Césaire est une ancienne ligne ferroviaire française à écartement standard et à voie unique dans le département du Gard, en France. Elle reliait la gare de Sommières à celle de Saint-Césaire.

## Histoire
La ligne est concédée à la Compagnie des chemins de fer de Paris à Lyon et à la Méditerranée par une convention entre le ministre des Travaux publics et la compagnie signée le 3 juillet 1875. Cette convention a été approuvée à la même date par une loi qui déclare simultanément la ligne d'utilité publique. La construction de la ligne s'étale jusqu'en 1885.
Cette ligne est désaffectée en 1991, et sert de voie verte entre Caveirac et Sommières depuis 2004 en cours de prolongement jusqu'à Nîmes en 2022. 
Un projet de tram-train est également à l'étude.